# Maunajaure
Maunajaure eller Mávnajávri är en sjö i Kiruna kommun i Lappland som ingår i Torneälvens huvudavrinningsområde. Sjön har en area på 0,364 kvadratkilometer och ligger 472 meter över havet. Maunajaure ligger i Rautas fjällurskog Natura 2000-område.

## Delavrinningsområde
Maunajaure ingår i delavrinningsområde (754851-167508) som SMHI kallar för Ovan VDRID = 755316-168670 i Rautasälvens vattend*. Medelhöjden är 481 meter över havet och ytan är 39,84 kvadratkilometer. Räknas de 80 avrinningsområdena uppströms in blir den ackumulerade arean 1 564,25 kvadratkilometer. Rautasälven (Rautasätno) som avvattnar avrinningsområdet har biflödesordning 2, vilket innebär att vattnet flödar genom totalt 2 vattendrag innan det når havet efter 412 kilometer. Avrinningsområdet består mestadels av skog (63 procent) och sankmarker (30 procent). Avrinningsområdet har 2,22 kvadratkilometer vattenytor vilket ger det en sjöprocent på 5,6 procent.

## Galleri

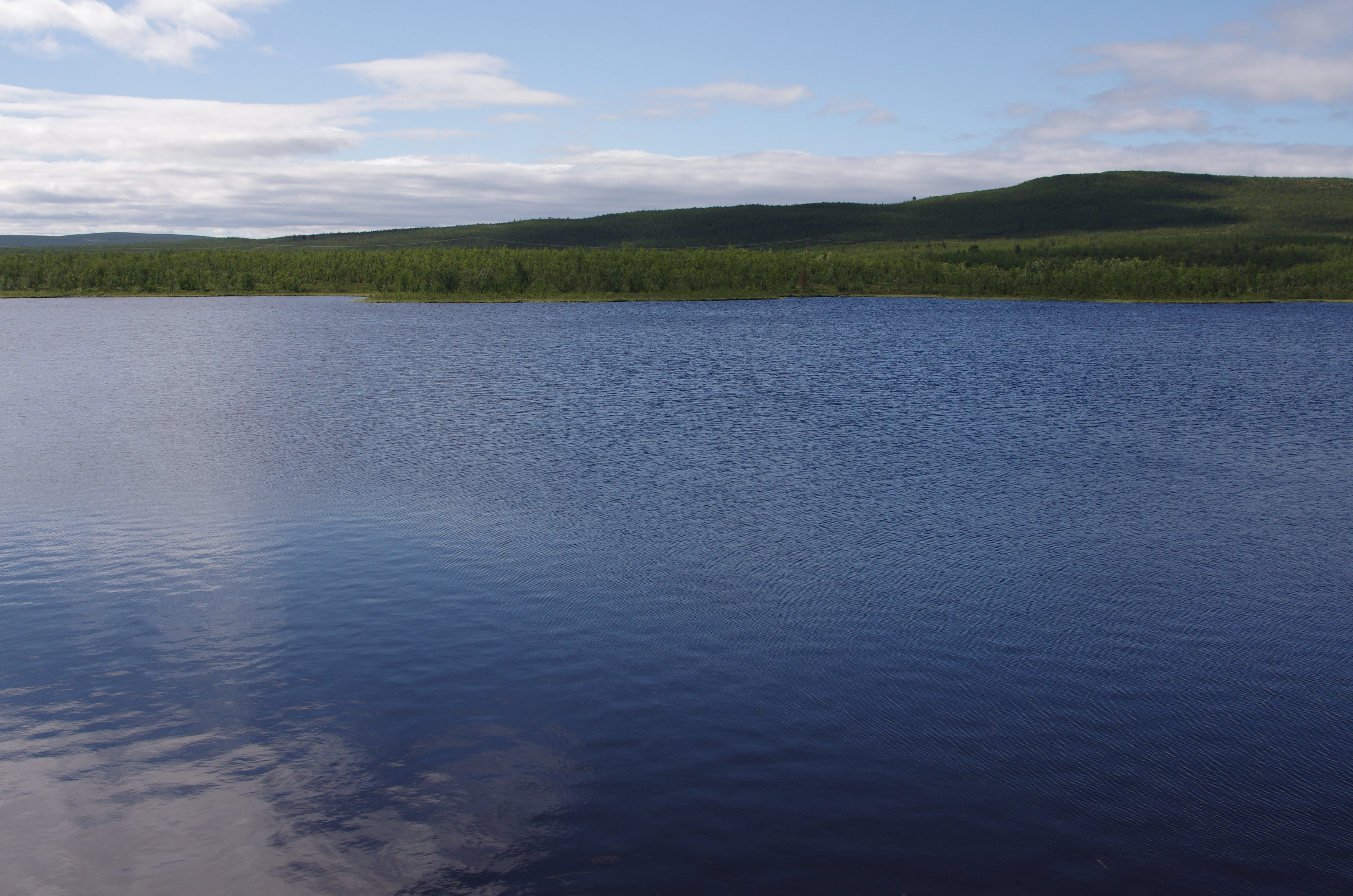
Bakom sjön syns det drygt 600 meter höga Soahkevárri.